# Xã Catherine, Quận Ellis, Kansas
Xã Catherine (tiếng Anh: Catherine Township) là một xã thuộc quận Ellis, tiểu bang Kansas, Hoa Kỳ. Năm 2010, dân số của xã này là 312 người.